# سفر يهوديت

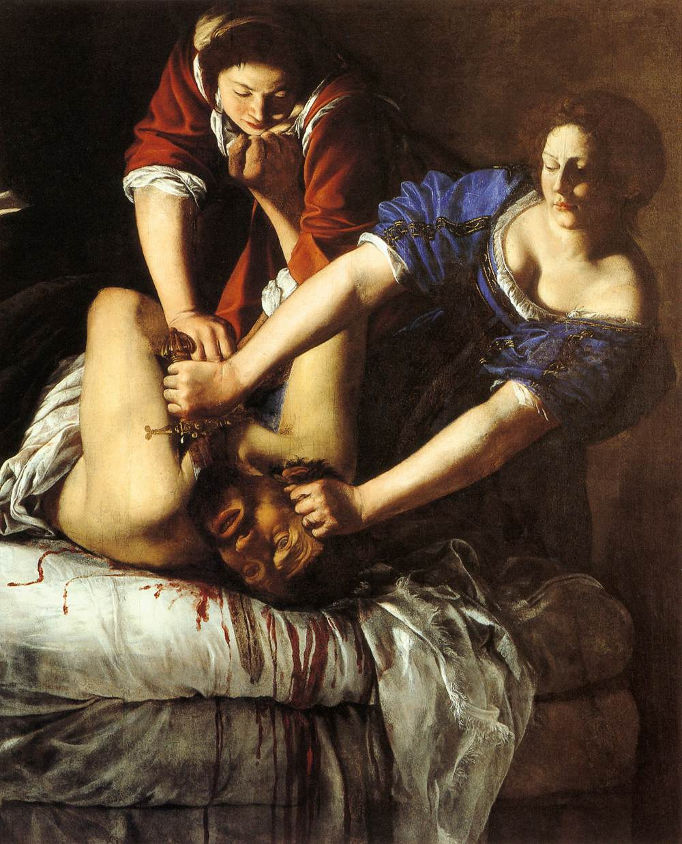
يهوديت تذبح هولوفيرنوس, لوحة للفنانة الإيطالية أرتيميسيا جنتيليشي

سفر من أسفار الكتاب المقدس القانونية الثانية ويأتي في الترتيب بعد سفر طوبيّا (طوبيت)، والسفر يصنف على أنه من الأسفار التاريخية.
يهوديت التي هي محور هذا السفر (سفر يهوديت)، هي بطلة يهودية مشهود لها بالتقوى والغيرة. وقد أنقذت بمعونة الرب وبذكائها وحكمتها وشغبها من بطش أعدائه.[بحاجة لمصدر]

## الدقة التاريخية
من المقبول عمومًا بين الباحثين أن سفر يهوديت غير تاريخي. الطبيعة الخيالية «تتضح من خلال مزج التاريخ والخيال، بداية من الآية الأولى، وهي سائدة أكثر لاحقا للدرجة التي لا تحتمل أن تعتبر نتيجة لأخطاء تاريخية».
الشرير العظيم يتم تعريفه على أنه «نبوخذ نصر، الذي حكم الآشوريين» (1: 1)، ومع ذلك فإن نبوخذ نصر الثاني كان ملك بابل. لا يمكن التوفيق بين التفاصيل الأخرى (مثل أسماء الأماكن الخيالية، والحجم الهائل للجيوش والتحصينات، وتاريخ الأحداث) مع السجلات التاريخية. قرية يهوديت التي تسمى Bethulia (حرفيا «عذرية») هي غير معروفة وغير مذكورة بأي شكل في أي كتابة قديمة.
ومع ذلك، كانت هناك محاولات مختلفة من قبل علماء ورجال دين لفهم الشخصيات والأحداث في الكتاب على أنها تمثيل مجازي لشخصيات فعلية وأحداث تاريخية. وقد ركز البعض على ربط نبوخذ نصر مع مختلف غزاة يهودا في فترات زمنية مختلفة، ومؤخراً، ربط يهوديت بنفسها مع قيادات نسائية تاريخية، بما في ذلك الملكة سالومي ألكسندرا، الحاكمة الوحيدة الأنثى في يهودا (76-67 قبل الميلاد) وآخر حاكم يموت حينما كانت يهودا ما زالت مملكة مستقلة.

## سبب رفض يهود له
بالرغم من أن سفر يهوديت في شكله السامي Semitic يضم كل ما يخص اليهودية الفلسطينية، مثل الحديث عن الله، والصلاة، والأطعمة المحللة، والذبيحة، والهيكل، وأورشليم، الأمر التي لم ترد هكذا في سفر إستير، لكنه لم يرد من بين قائمة الأسفار القانونية في فلسطين إذ في قمران، ولعل استبعادهم للسفر علته الأسباب التالية:
- 1. الأسينيون Essenes الذين عاشوا في تجمعات نسكية مثل جماعة قمران Qumran، رفضوا السفر من أجل العناصر الفريسية الواردة فيه.
- 2. رفض الربيون Rabbis وهم الذين كانوا مسئولين عن تقنين الأسفار في المراحل الأخيرة، رفضوا السفر من أجل اتجاهه الجامعي مثل قبوله الحديث عن مدن السامرة، وأيضًا ضم العمونيين (مثل أحيور) إلى الإيمان اليهودي.
- 3. يرى Craven أن الربيون Rabbis الذين قاموا بتقنين الأسفار تطلعوا إلى يهوديت كشخصية متطرفة راديكالية radical. فقد رأى بعض الحكماء اليهود القدامى في شخصيتها خطورة على المجتمع اليهودي. فمع أمانتها للناموس بحرفية لكنها لم تكن مدققة في طرق سلوكها حسب التقليد اليهودي. فإنها لم تخشى سوى يهوه وحده؛ إذ قامت بتوبيخ قادة المدينة، كما قامت بالتخطيط والتنفيذ دون أن تبوح بما في قلبها وفكرها حتى لقادة بلدها الخ... يتساءل البعض: ماذا يكون حال المجتمع اليهودي لو اقتدت النساء جميعهن بيهوديت؟ ماذا يكون الحال إن صار من حق النساء توبيخ قادة المجتمعات؟ وإن كانت لهن الجرأة للتخطيط والتنفيذ في أمور تتعلق بالبلد كلها في سرية دون إباحة ما في أفكارهن للقادة؟ ماذا لو رفضت النساء الزواج مثل يهوديت؟ وماذا لو صارت للنساء ملكيتهن من أموال وعبيد وجواري؟ ماذا لو استأجرت النساء وصيفات يدبرن أموالهن مثلما فعلت يهوديت؟ هكذا تخيل الحكماء القدامي أن كل نساء المجتمع سيتمثلن بيهوديت ويحملن ذات مواهبها وقدراتها.
- 4. يرى H. M. Orlinsky ان الربيين رفضوا السفر لأنه يتعارض مع الحلقة[17] Halakh التي لهم حيث تطالب الأممي الذي يتهود أولاً أن يختتن ثم ينال العماد[18] لكي يصير يهوديًا.
- 5. يرى البعض أن السفر كان مرتبطًا بعيد الحانوكة Hanuhkah، وإذ لم يعد العيد مقبولاً بعد أسرة الحشمونيين Hasmonean أو المكابيين، صار السفر لدى البعض ليس بذي قيمة. لم يقبل اليهود هذا السفر لأنه لم يوجد في عصر عزرا الكاتب الذي جمع أسفار العهد القديم، كما لم يورده يوسيفوس المؤرخ في قائمة الأسفار التي ذكرها. غير أننا لا ننسى أن بعض الأسفار القديمة لم يعثر عليها عزرا عندما جمع الأسفار المقدسة. هذا مع ملاحظة أن اليهود كانوا ينظرون إلى الكتبة في فترة ما بعد عزرا.[3][4][5]